# Hugo II. (Berchtesgaden)
Hugo († 21. Oktober 1210) war Augustiner-Chorherr und als Hugo II. von 1201 bis 1210 Propst des Klosterstifts Berchtesgaden.
Wegen seiner zahlreichen Kontakte und Geschäftsverbindungen dorthin wird vermutet, dass Hugo aus Österreich stammte. Auch hatte er offenbar wegen der zunehmenden Rechtsstreitigkeiten mit Salzburg um Hilfe beim Herzog von Österreich Leopold VI. nachgesucht, woraus dann dessen „Schirmvogtei“ über die Propstei erwuchs.
Unter Hugos Regentschaft war den Berchtesgadener Pröpsten im Jahr 1209 durch Papst Innozenz III. das Recht der freien Jurisdiktion über alle Laien innerhalb des päpstlichen Immunitätsgebietes bestätigt worden.
Als Stiftspropst profitierte er zudem von dem 1156 ausgestellten „Freiheitsbrief“ des Kaisers Friedrich Barbarossa, der dem Berchtesgadener Klosterstift die Forsthoheit gewährte, sowie von der eigenmächtigen Erweiterung dieser „Goldenen Bulle“ im Jahr 1180 durch seinen Vorgänger Propst Friedrich I. um die Schürffreiheit auf Salz und Metall. Dank der seit 1194 gültigen „Magna Charta der Berchtesgadener Landeshoheit“ vermochte er zudem als Landes- und Gerichtsherr nicht nur die niedere, sondern auch die hohe Gerichtsbarkeit auszuüben.